# 박신우 (영화 감독)
박신우(1979년 ~ )는 대한민국의 영화 감독이다. 홍익대학교 시각디자인학과 재학 시절에 연출한 단편 영화 〈금붕어〉로 제9회 부산국제영화제 선재펀드상을 수상했고, 한국예술종합학교 영상원 재학 시절에 만든 단편 영화 〈미성년자 관람불가〉로 제4회 미장센 단편영화제 심사위원특별상을 수상하며 충무로의 주목을 받았다. 연극 영화 감독 데뷔작은 히가시노 게이고 원작의 《백야행 - 하얀 어둠 속을 걷다》이다.

## 학력
- 홍익대학교 시각디자인학 학사
- 한국예술종합학교 영상원

## 드라마
- 2019년 OCN 드라마틱 시네마 프로젝트 《트랩》 - 연출, 각본(공동 집필)
- 2023년 SBS 목드라마《국민사형투표》 ... 연출

## 영화
- 2005년 《다섯은 너무 많아》 - 단역 경찰 역
- 2009년 《백야행 - 하얀 어둠 속을 걷다》 - 연출, 각본
- 2016년 《분노의 역류》 - 연출

## 경력
- 2011년 제9회 미쟝센 단편 영화제 공포, 판타지부문 심사위원

## 수상
- 2004년 제9회 부산국제영화제 선재상
- 2005년 제4회 미쟝센 단편 영화제 심사위원특별상
- 2005년 제3회 아시아나국제단편영화제 단편의 얼굴상